# Бои за Лисичанск
Бои за Лисичанск — боевые действия в Луганской области Украины между ВСУ с одной стороны и ВС РФ с силами подконтрольной России ЛНР — с другой. Являются частью битвы за Донбасс. Лисичанск по состоянию на конец июня 2022 года был последним крупным населённым пунктом Луганской области, не оккупированным войсками РФ и ЛНР.

## Предыстория
Лисичанск — город на восточном высоком берегу реки Северский Донец, на противоположном берегу расположен Северодонецк. До конца июня 2022 года основной задачей ВС РФ в Луганской области было взятие Северодонецка. За время боевых действий были разрушены все мосты, связывающие Северодонецк с Лисичанском, что затруднило не только снабжение украинских сил в Северодонецке, но и возможное нападение российских сил на Лисичанск со стороны реки.

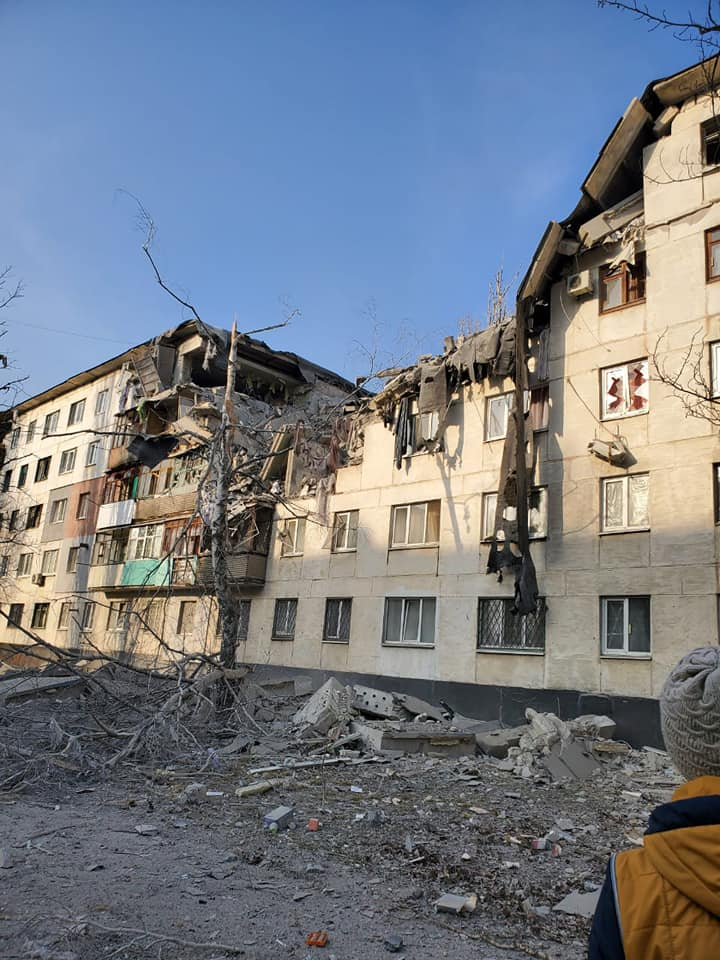
Результаты обстрела города 30 марта

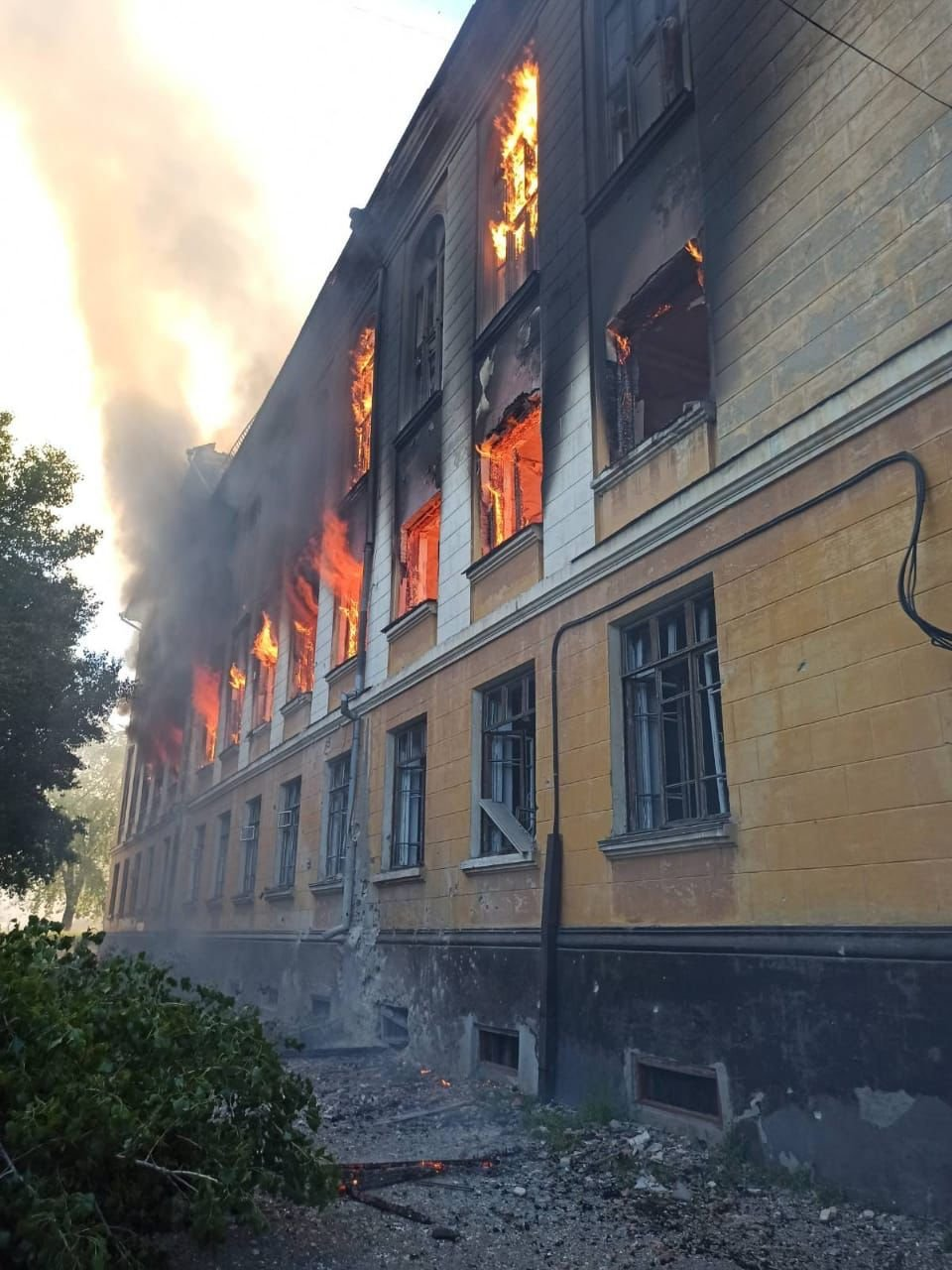
Горно-индустриальный колледж после обстрела 6 июня

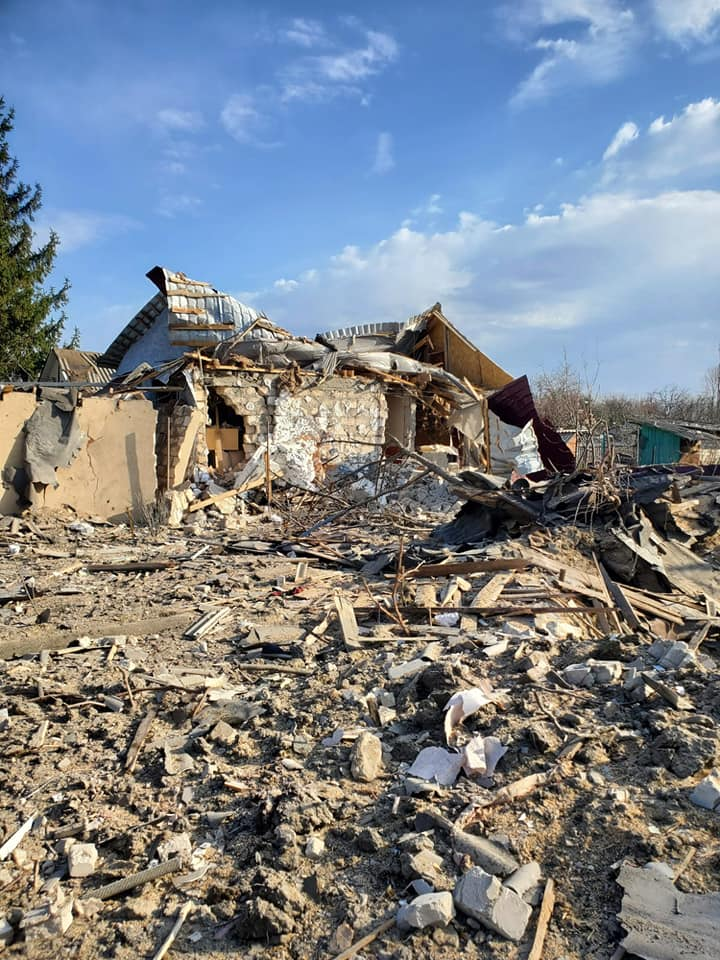
полностью разрушенный небольшой частный дом после обстрела 11 апреля 2022 года

В конце марта Лисичанск и соседние населённые пункты подвергались интенсивным обстрелам. В городе был повреждён газопровод высокого давления, в результате чего газ исчез у 35 тысяч потребителей.
По данным многочисленных источников, обстрелы продолжались и позже. 1 мая в результате обстрелов сгорела Лисичанская многопрофильная гимназия, часть бельгийского архитектурного наследия города, а 6 июня — Лисичанский государственный горно-индустриальный колледж.

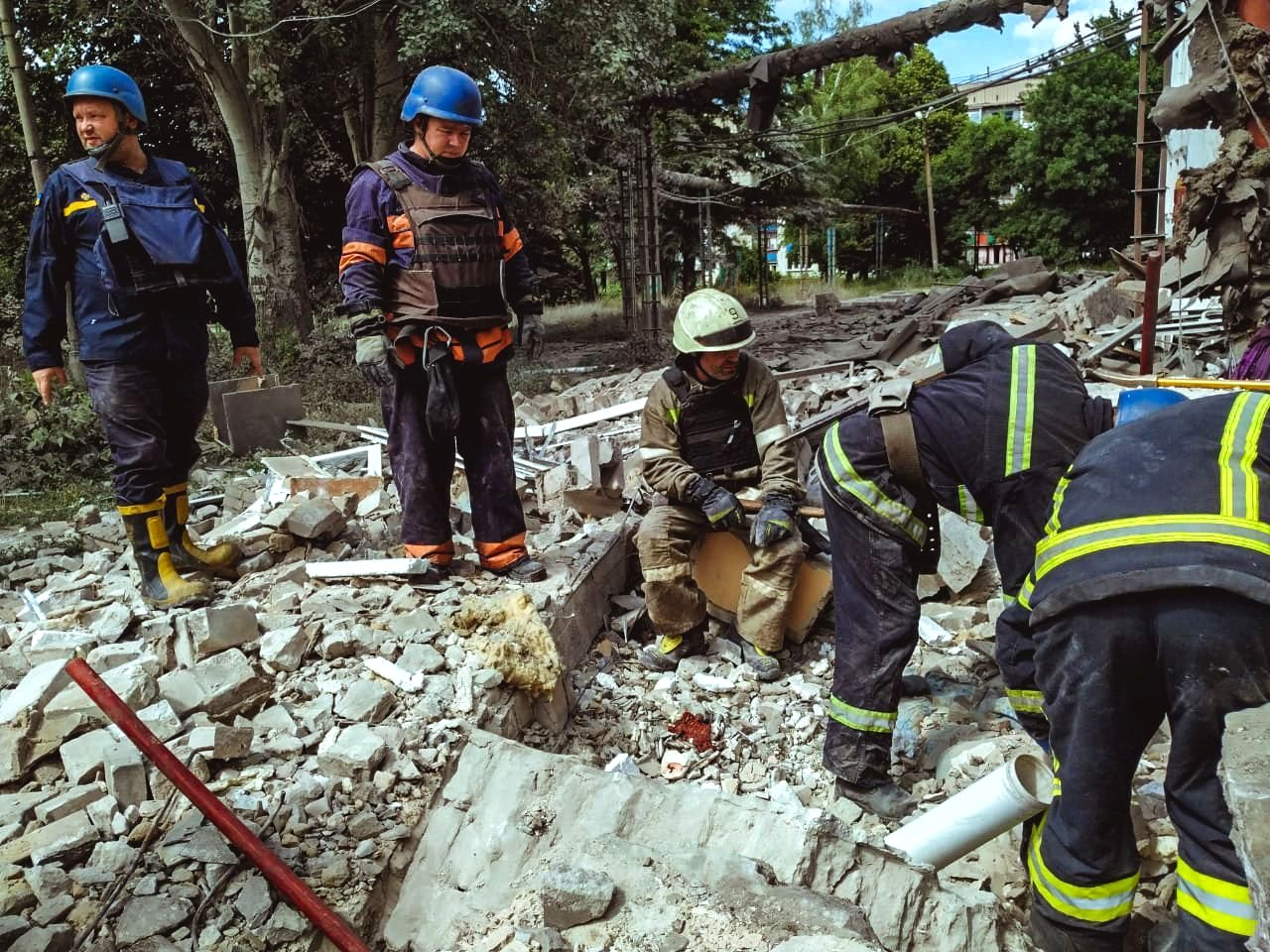
пожарные после обстрела в защитных касках и в бронежилетах 16 июня 2022 года

Наступление в направлении Лисичанска в конце июня 2022 года велось с юга, со стороны Попасной. С 18 по 21 июня были заняты посёлки Тошковка и Врубовка. После этого из-за угрозы окружения были отведены войска из района городов Горское и Золотое, и к 23—24 июня российские войска приблизились к южным окраинам Лисичанска. 24 июня украинские войска были выведены из Северодонецка.

## Хронология

### 25 июня
Начались бои в черте Лисичанска, российские силы продвинулись в район шахты и желатинового завода на юге города.

### 26 июня
По данным российских источников, продолжались бои на территории желатинового завода. Российские силы наступали на населённые пункты (Белогоровка, Берестово, Покровское, Кодема) вдоль шоссе Т1302 Бахмут — Лисичанск, которое ранее было основным каналом связи Лисичанска с территорией, находившейся под контролем Украины.

### 27 июня
Российские силы заняли позиции на юге Лисичанского нефтеперерабатывающего завода вблизи Верхнекаменки, продвинувшись на запад от Волчеяровки. Украинские силы отразили атаки на Подлесное вблизи желатинового завода. Глава Луганской областной администрации Сергей Гайдай призывал жителей эвакуироваться, таким образом, связь Лисичанска с территорией, контролируемой Украиной, сохранялась, однако российские источники сообщали, что оставшееся шоссе в направлении Северска обстреливается.

### 28 июня
Посол самопровозглашённой ЛНР в России Родион Мирошник сообщил о масштабном отступлении украинских сил из Лисичанска к Северску, Краматорску и Славянску, а также о занятии 30 % территории города и о боях за стадион «Шахтёр» в городе, однако независимого подтверждения этой информации не было. Продолжались бои на юге и юго-востоке Лисичанска. По сообщениям российских источников, на севере от города, в районе Приволья и Шипиловки, налажены переправы через Северский Донец.

### 29 июня
Председатель Луганской областной военно-гражданской администрации Сергей Гайдай заявил, что российские части вошли на окраину Лисичанска, но в самом городе боевых действий не было, и отверг подобные заявления как российскую пропаганду. Он добавил, что город атаковали с разных направлений. Тем временем украинские бомбардировщики Су-25 и Су-24М, как сообщается, нанесли «до 10 авиаударов» в районе Лисичанска, поразив центры материально-технического обеспечения России и ЛНР, склады горючего и боевые бронированные машины.

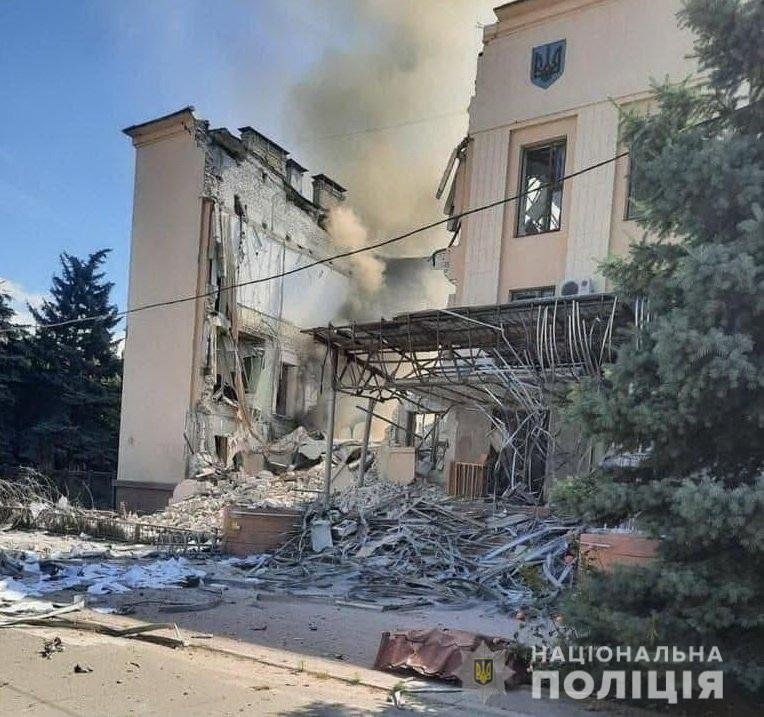
Здание городской администрации после обстрелов

### 30 июня
Глава Луганской ОВГА Сергей Гайдай заявил, что на окраинах города был «пик боев» с «постоянными» российскими обстрелами и неоднократными наземными атаками. Министерство обороны Великобритании в своем ежедневном бюллетене разведки заявило, что столкновения, вероятно, произошли вокруг нефтеперерабатывающего завода и что украинские подразделения в самом городе удерживают свои позиции. В Генштабе ВСУ заявили, что российские военнослужащие добились «частичных успехов» во время штурмов в районе нефтеперерабатывающего завода и контролировали юго-восточную и северо-западную части самого завода. Российские атаки на село Тополевка к северо-востоку от нефтеперерабатывающего завода, а также на города Волчеяровка и Малорязанцево были «частично успешными»; дорога Тополёвка-Лисичанск находилась под огнём русских.

### 1 июля
Министерство обороны России заявило, что российские войска заняли шахтно-желатиновый комбинат на окраине города и северо-западный город Приволье; Reuters не смогло независимо подтвердить эти заявления. Российские власти заявили, что украинские войска несут в этом районе всё большее количество дезертирств и большие потери, среди которых — более 120 солдат, убитых в одном селе в течение дня.

### 2 июля
Российские СМИ заявили о взятии Лисичанска, однако неясно, был ли он взят полностью. Геолоцированные видеозаписи демонстрируют российские войска в центре Лисичанска и его северном районе; чеченские подразделения находились около здания Лисичанского городского совета. По мнению Института по изучению войны, эти видеозаписи указывают на то, что украинские войска отступили из города, однако никаких официальных сообщений об отступлении с украинской стороны не поступало, Генштаб ВС Украины вовсе не даёт никакой информации об обороне в районе Лисичанска.
Глава Чеченской республики Рамзан Кадыров заявил, что украинские войска в Лисичанске окружены, и что чеченские подразделения готовятся к уличным боям и штурму города, однако позже заявил, что российские войска полностью захватили Лисичанск. По мнению Института по изучению войны, расхождения в заявлениях Кадырова могут указывать на то, что украинские войска отступили из города вопреки ожиданиям российской стороны встретить сопротивление.

### 3 июля
Пресс-секретарь Министерства обороны Украины Юрий Сак заявил, что Лисичанск не находится под «полным контролем» российских войск, несмотря на соответствующие заявления со стороны России.
Внештатный советник президента Украины Алексей Арестович признал, что Лисичанск находится под угрозой занятия российскими войсками. Глава военно-гражданской администрации Луганской области Сергей Гайдай заявил, что город подвергся нападению «с необъяснимо жестокой тактикой», а российские войска «упорно продвигались вперед» с потерями. Тем временем министр обороны России Сергей Шойгу заявил, что силы России и ЛНР полностью контролируют город, а в ЛНР заявили, что город зачищают от украинских войск.
Генштаб ВСУ подтвердил, что украинские войска покинули Лисичанск, пояснив, что в условиях многократного превосходства российских войск «в артиллерии, авиации, системах активного огня, боеприпасах и личном составе продолжение обороны города привело бы к фатальным последствиям». Лисичанск был одним из последних городов Луганской области, который контролировали ВСУ.

## Оценки
По мнению военных экспертов, захват Лисичанска — безусловный успех российской армии, но он был достигнут ценой огромных усилий и жертв, а также не гарантирует победы России в войне против Украины:
- исследователь RUSI Ник Мелвин в интервью агентству Рейтер: «Это тактическая победа России, достигнутая огромной ценой. Для того чтобы добиться успеха, им понадобилось 60 дней — это очень медленно. Думаю, россияне объявят об определенной победе, но главная битва еще впереди»;
- старший сотрудник Исследовательского института внешней политики в США и бывший американский морпех Роб Ли в интервью агентству Рейтер: «Путин может предъявить это как признак успеха. Но с точки зрения общей ситуации это не означает, что Украина в ближайшем будущем должна будет сдаться или подчиниться»;
- бывший директор RUSI Майкл Кларк в интервью газете Times: «Хотя [армии РФ] удалось достичь успеха, ей не удалось создать котел и она была изношена больше, чем украинцы. Она заплатила за него очень дорого»;
- профессор стратегических исследований университета Сент-Эндрюса Филлипс О’Брайан в своём аккаунте Твиттер: «Благодаря украинским оборонным действиям россиянам приходится постоянно идти во фронтальное наступление против подготовленных и хорошо обеспеченных защитников. Это именно то, что нужно украинцам, чтобы истощить российские силы».